# سن میگل ده پایاکس
سن میگل ده پایاکس (به اسپانیایی: San Miguel de Pallaques) یک شهرک در پرو است که در استان سن میگل واقع شده‌است.